# Bergkvara kapell
Bergkvara kapell är ett kapell som tillhör Söderåkra församling i Växjö stift. Kyrkan ligger i Bergkvara mellan E22:an och Östersjökusten.

## Kapellet
Kapellet uppfördes 1958 efter ritningar av arkitekt Sigge Ullén. 30 augusti 1959 invigdes kapellet av biskop Elis Malmeström.
Kapellet har höga murar och påminner något om medeltida försvarskyrkor. Av kapellets två våningar är övre våningen kyrkorum, medan undre våningen är församlingshem.

## Inventarier
- Altaruppsatsen är utförd av Sven-Bertil Svensson i Mörbylånga och består av sex ikonmålningar.
- Ett votivskepp är tillverkat av Viktor Karlsson i Kärrabo. Votivskeppet är en modell av Bergkvaraskeppet Argus.
- Dopfunt
- Predikstol
- Ambo
- Processionskors
- Vävnad på norra väggen med motiv av kyrkan som ett skepp.
- Öppen bänkinredning

## Orgel
- Orgeln med elva stämmor är tillverkad av Magnussons orgelbyggeri och invigd 1960. Den är mekanisk.

| Huvudverk I  | Bröstverk II | Pedal         | Koppel |
| Rörflöjt 8’  | Gedackt 8’   | Subbas 16’    | I/P    |
| Principal 4’ | Rörflöjt 4’  | Kvintadena 4’ | II/P   |
| Waldflöjt 2’ | Principal 2’ |               | II/I   |
| Mixtur 3 ch  | Cymbel 2 ch  |               |        |
|              | Dulcian 8'   |               |        |
|              | Tremulant    |               |        |

## Bildgalleri

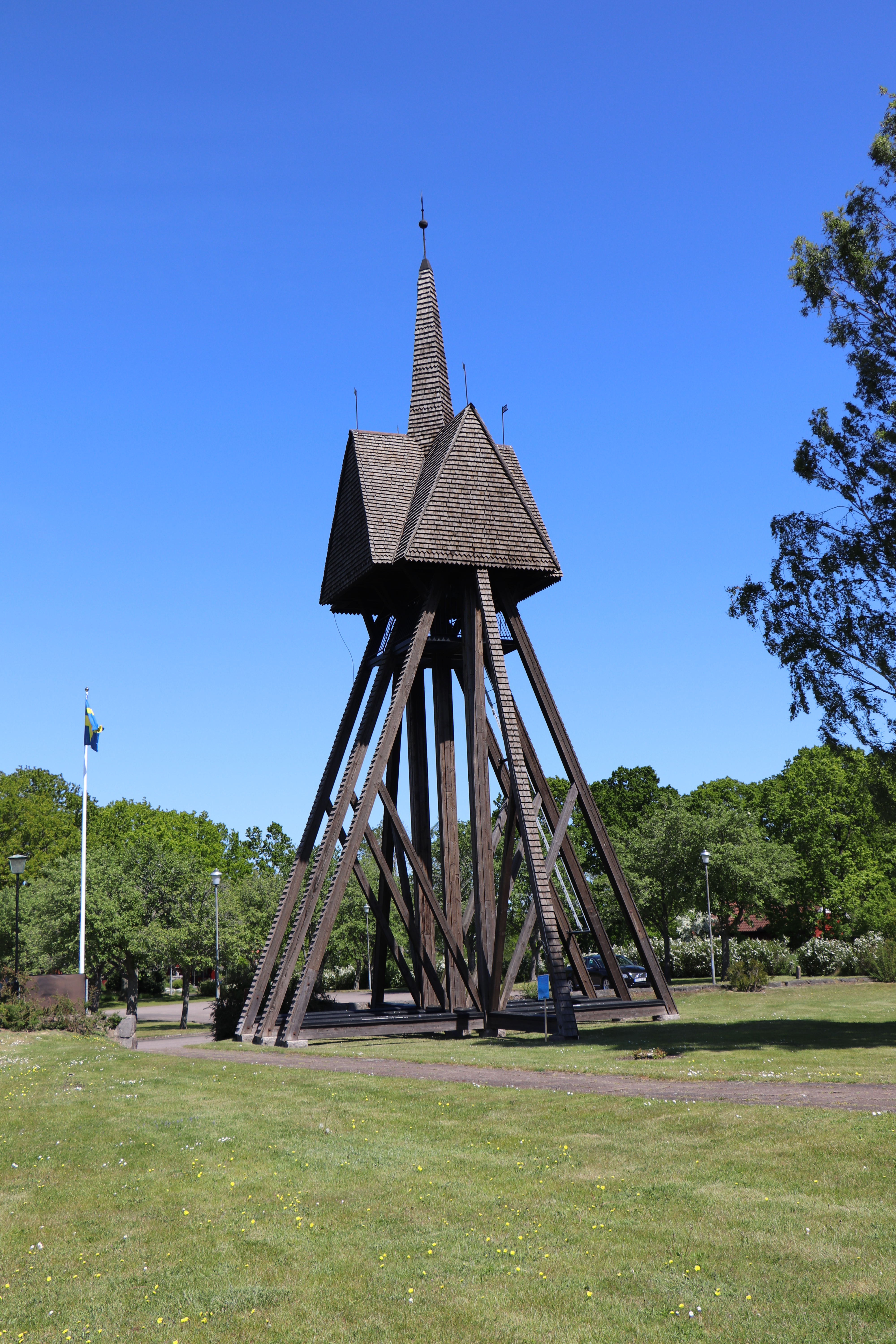
Klockstapeln
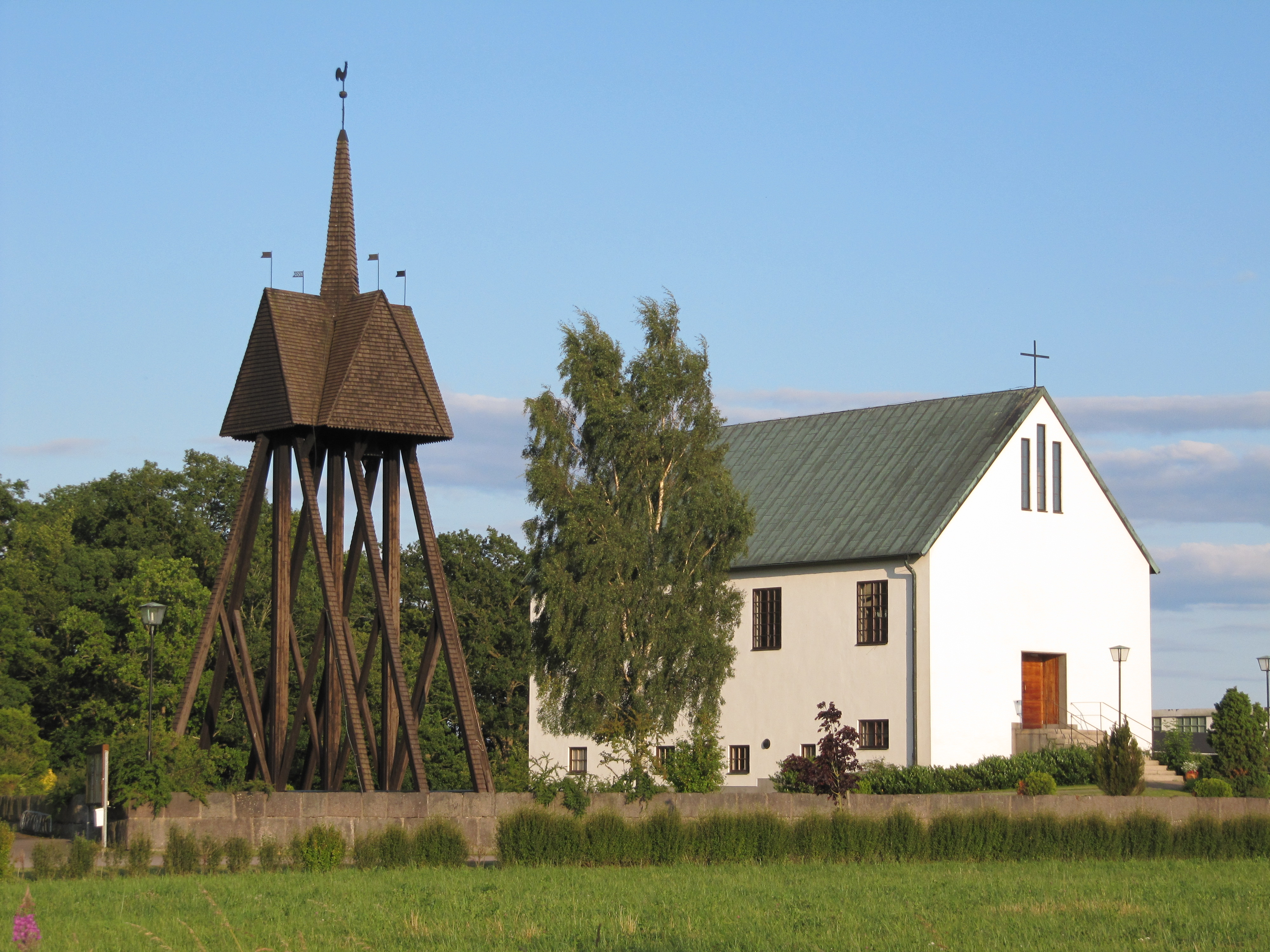
Kapellet från nordväst
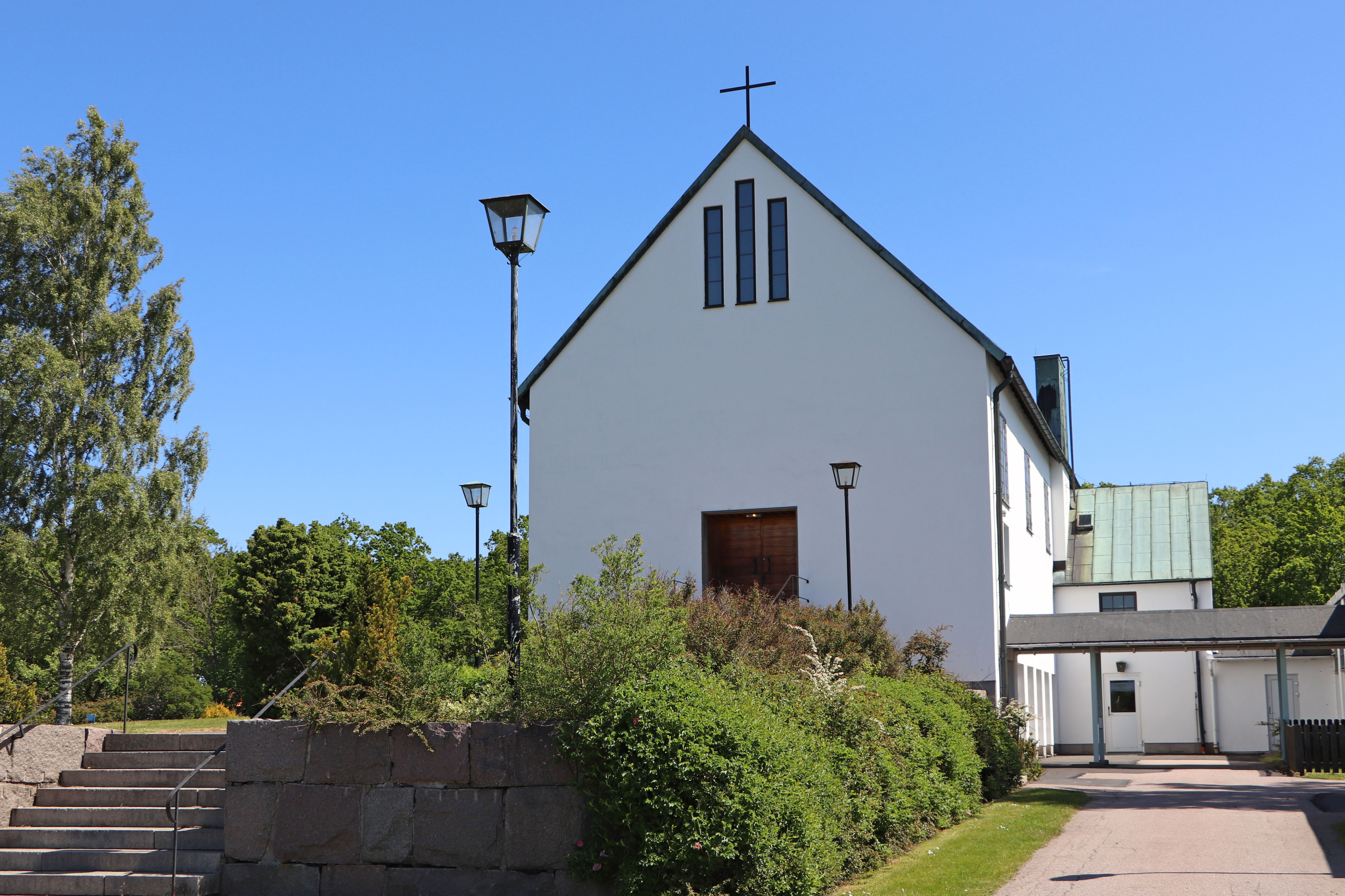
Exteriör från väster
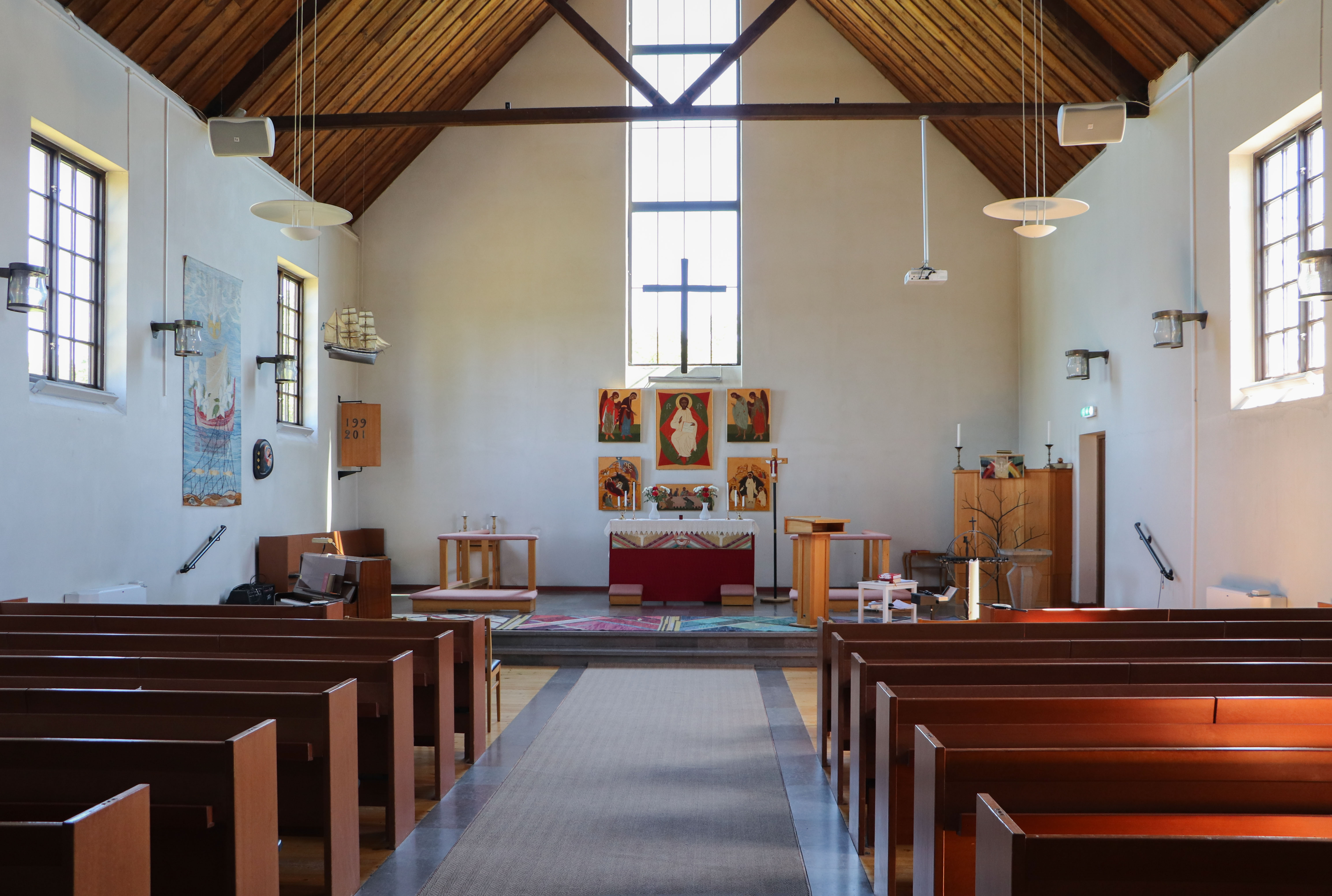
Interiör mot öster
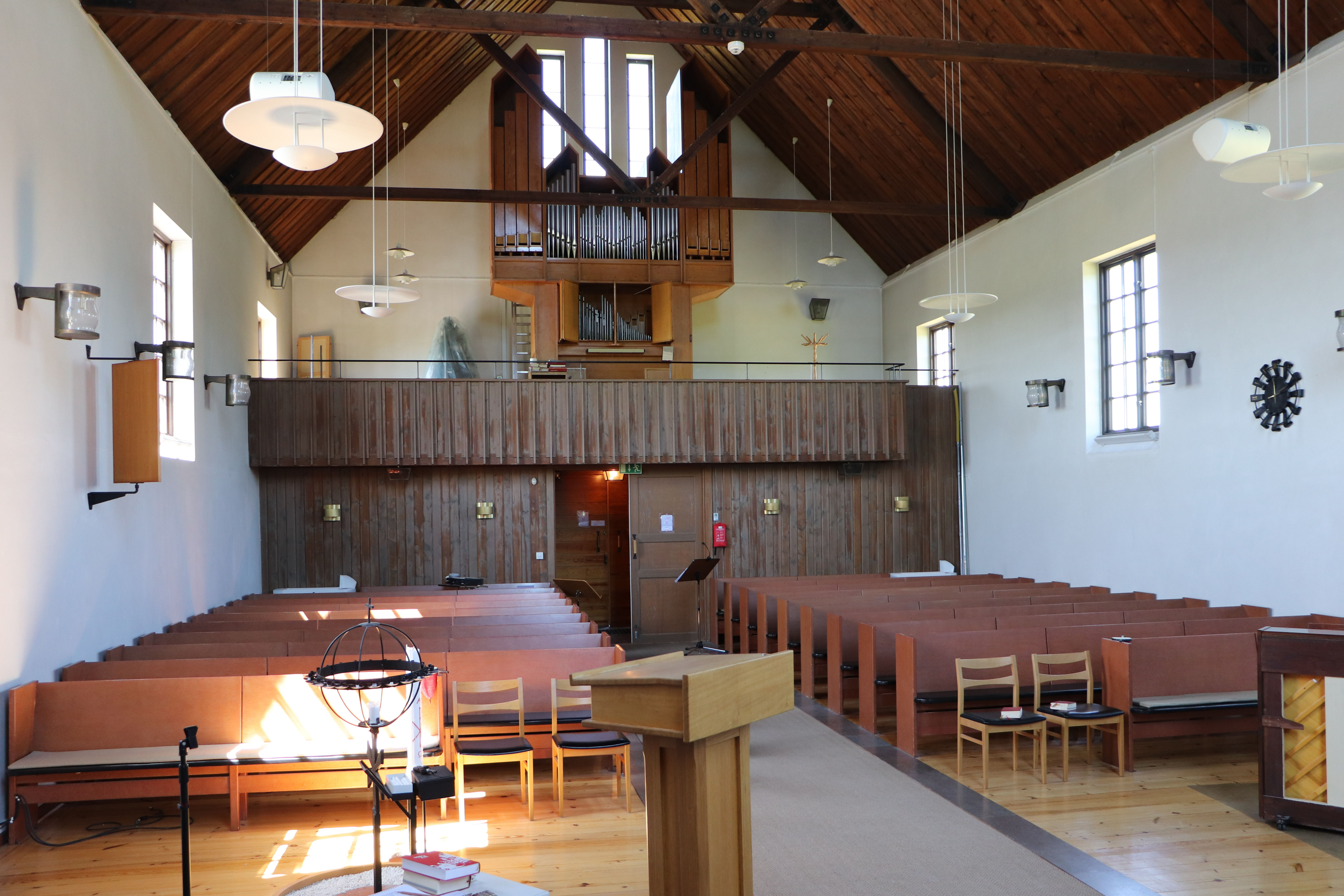
Interiör mot väster
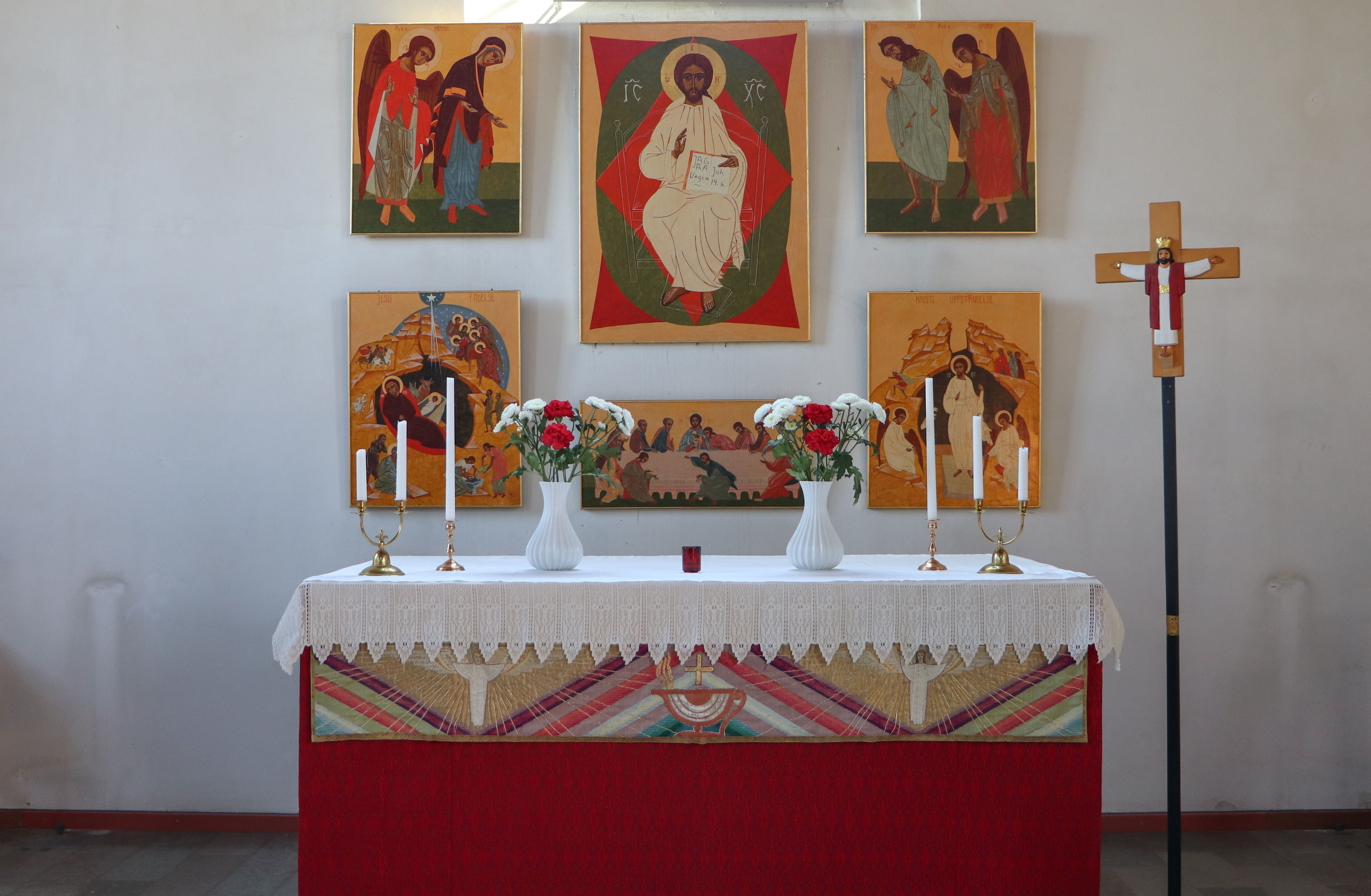
Altaret och ikontavlor av Sven-Bertil Svensson
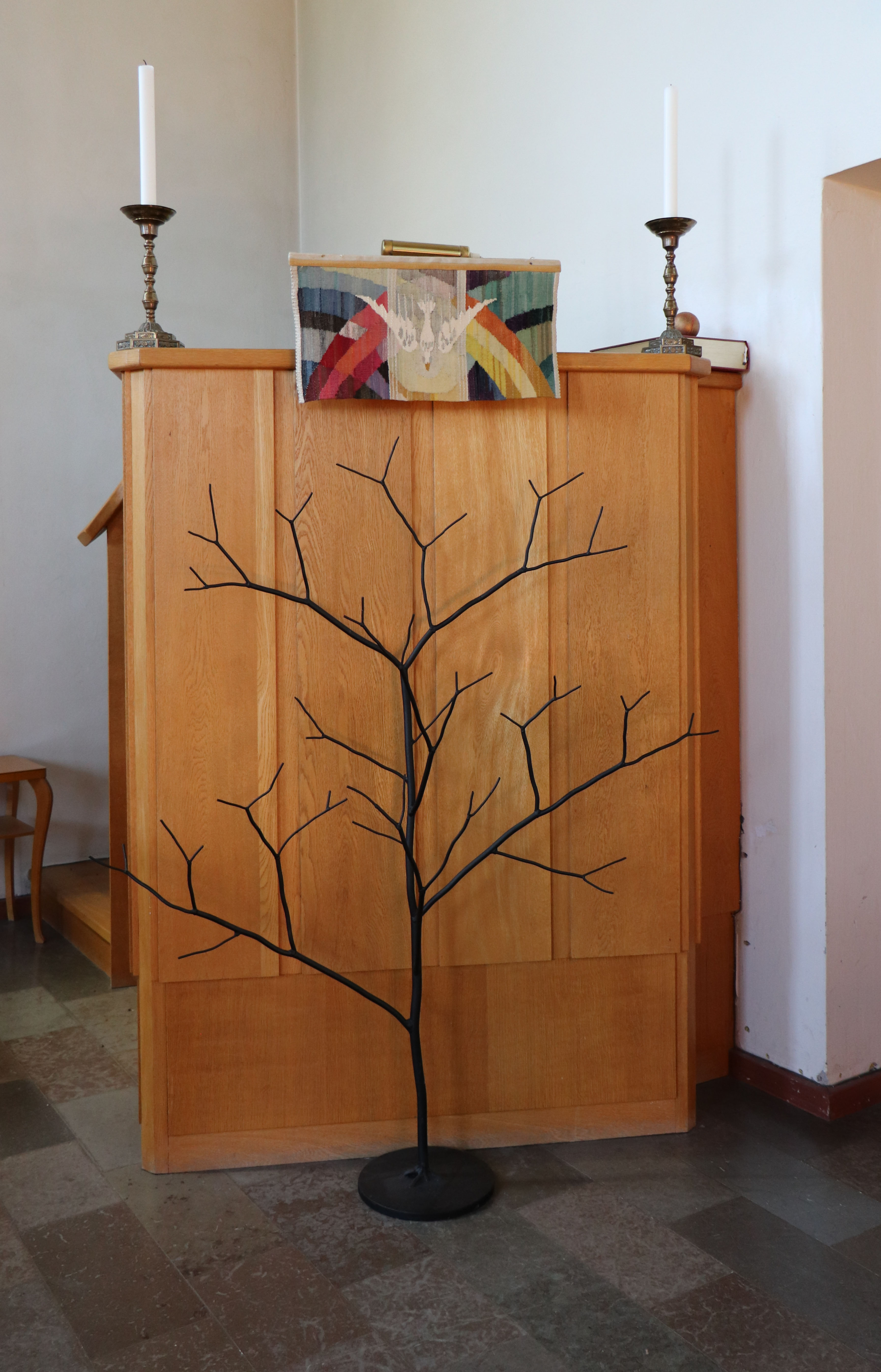
Predikstolen
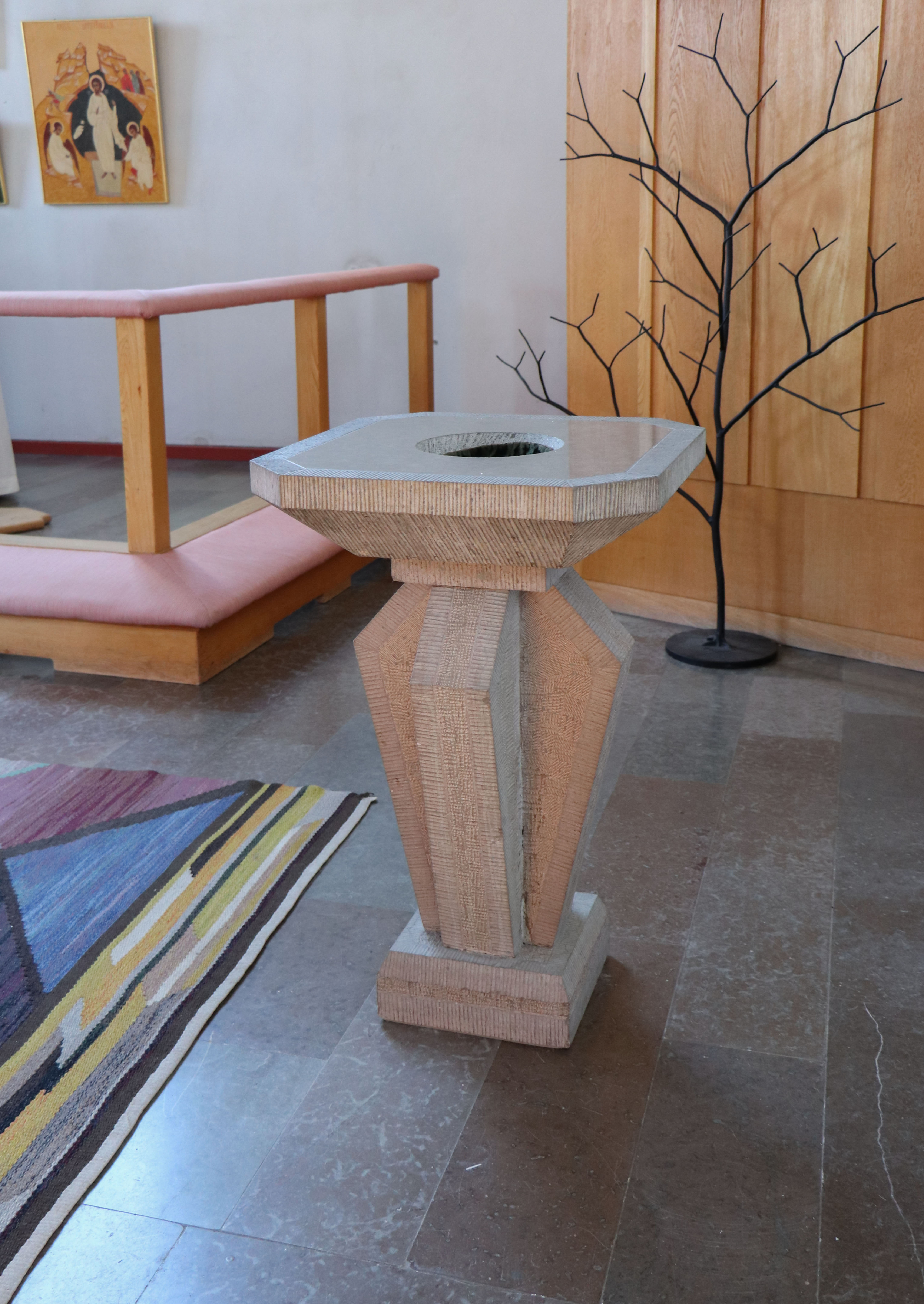
Dopfunten
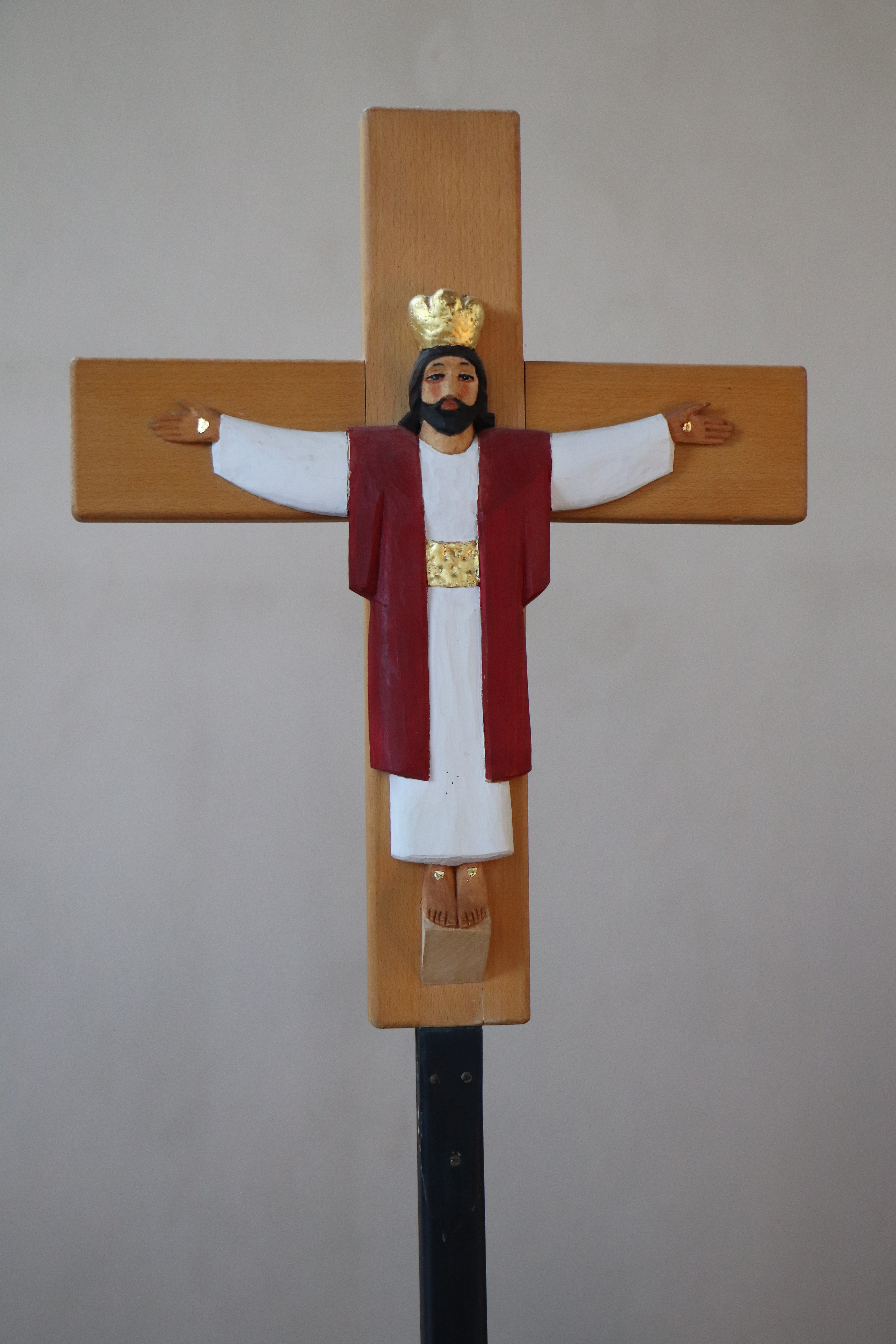
Processionskors
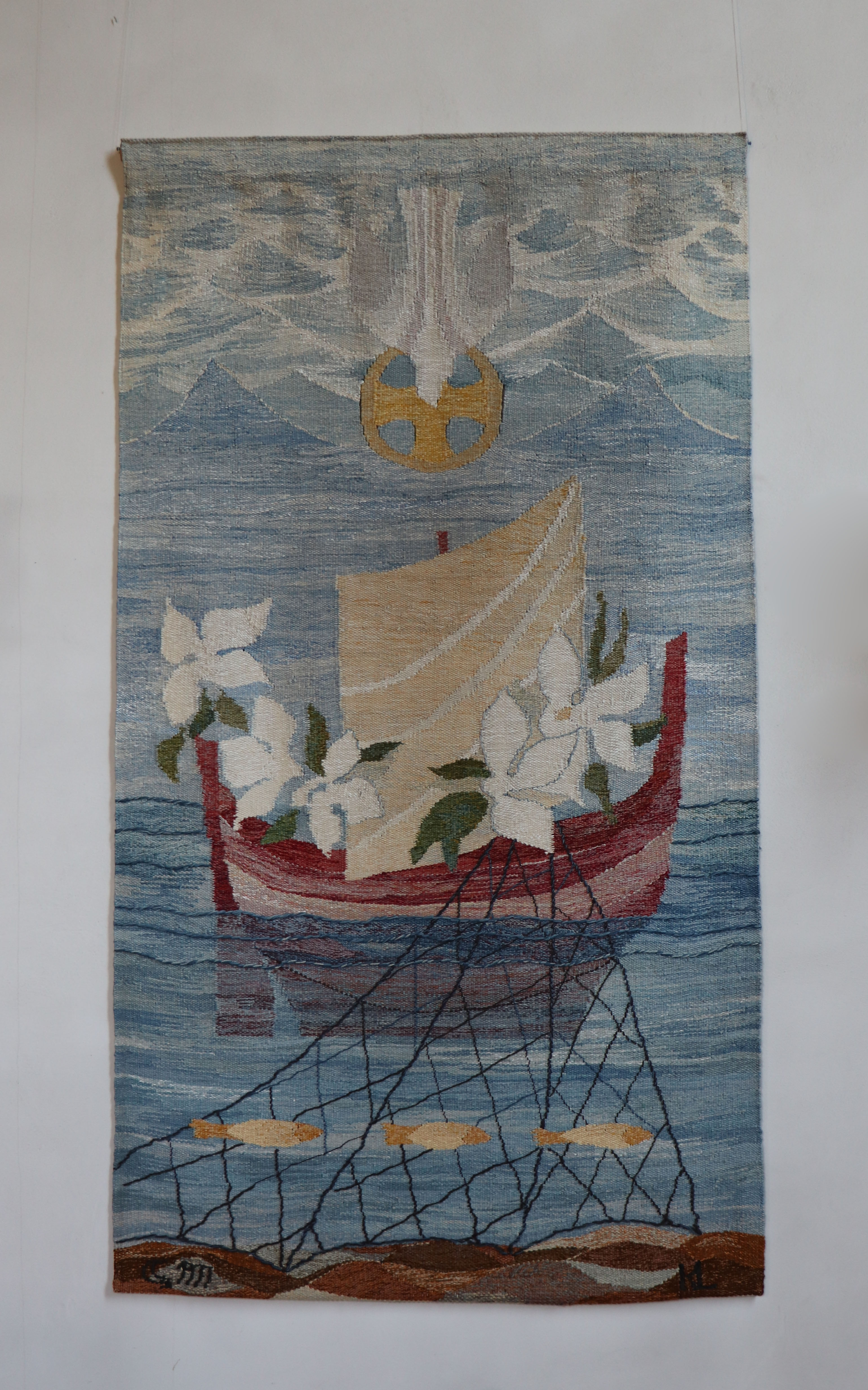
Vävnad med motiv av kyrkan som ett skepp
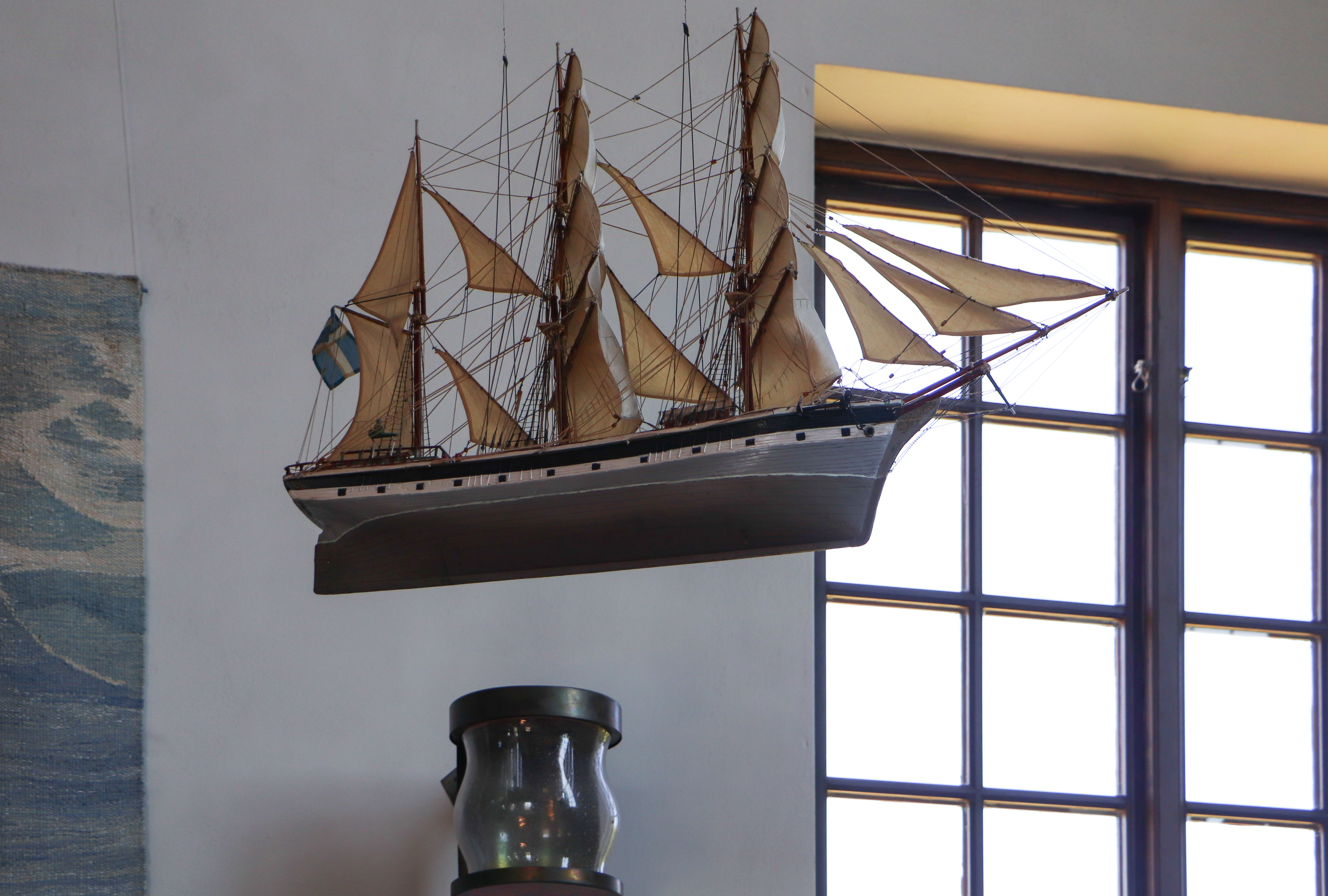
Votivskeppet

### Webbkällor
- byggnadspresentation
- Wikimedia Commons har media som rör Bergkvara kapell.